# Arroyo
Arroyo – miasto w Portoryko, w gminie Arroyo. Według danych szacunkowych na rok 2023 liczy 8438 mieszkańców. Zostało założone 25 grudnia 1855 roku.

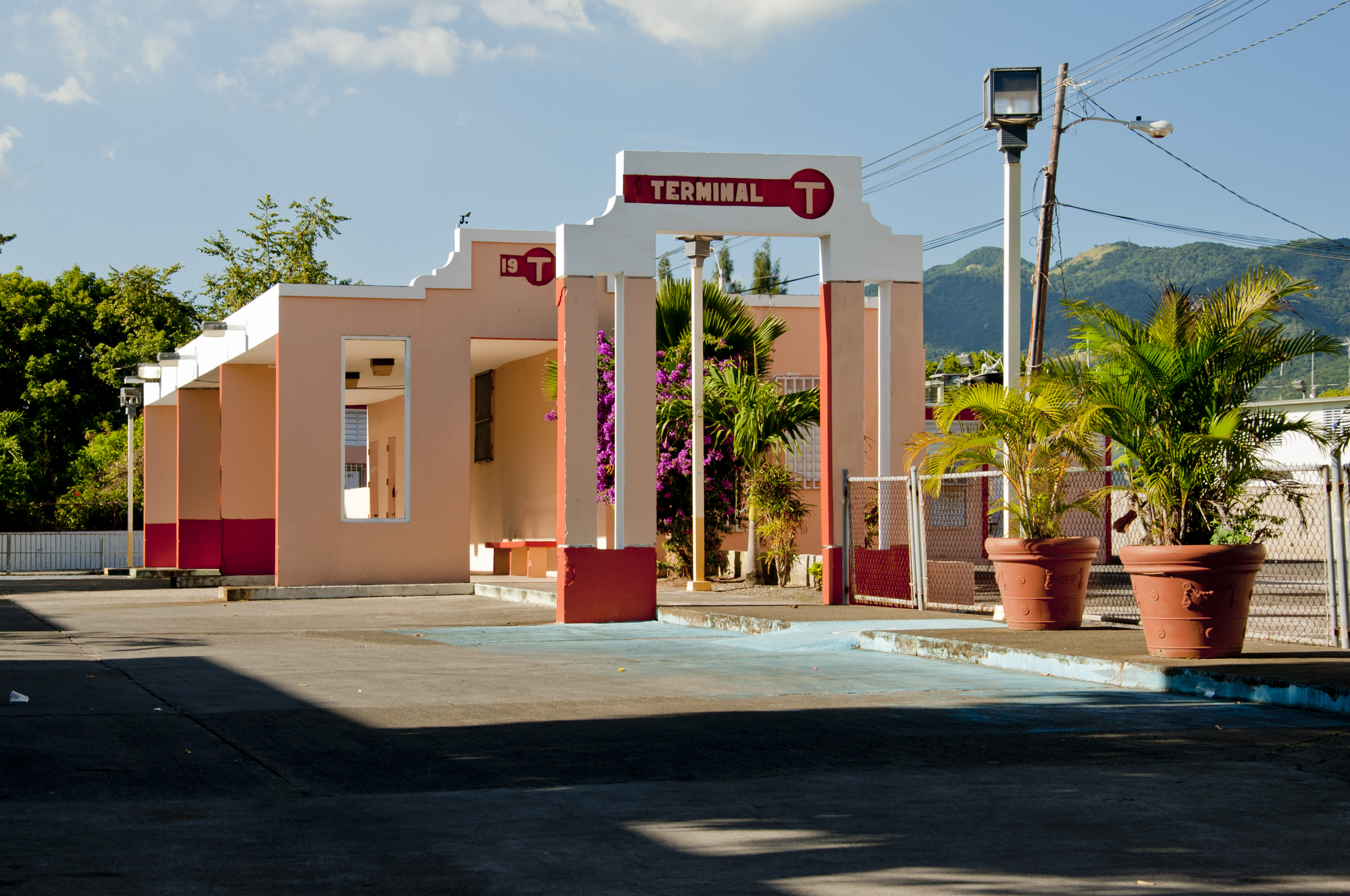
Terminal autobusowy
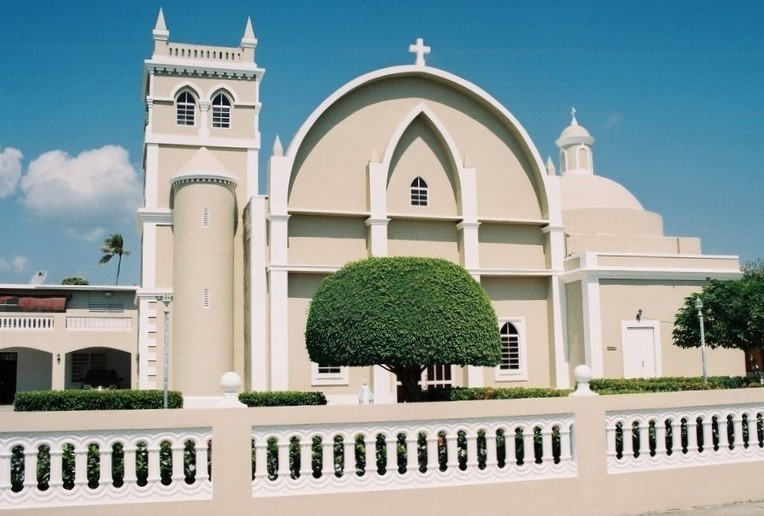
Kościół Nuestra Señora del Carmen
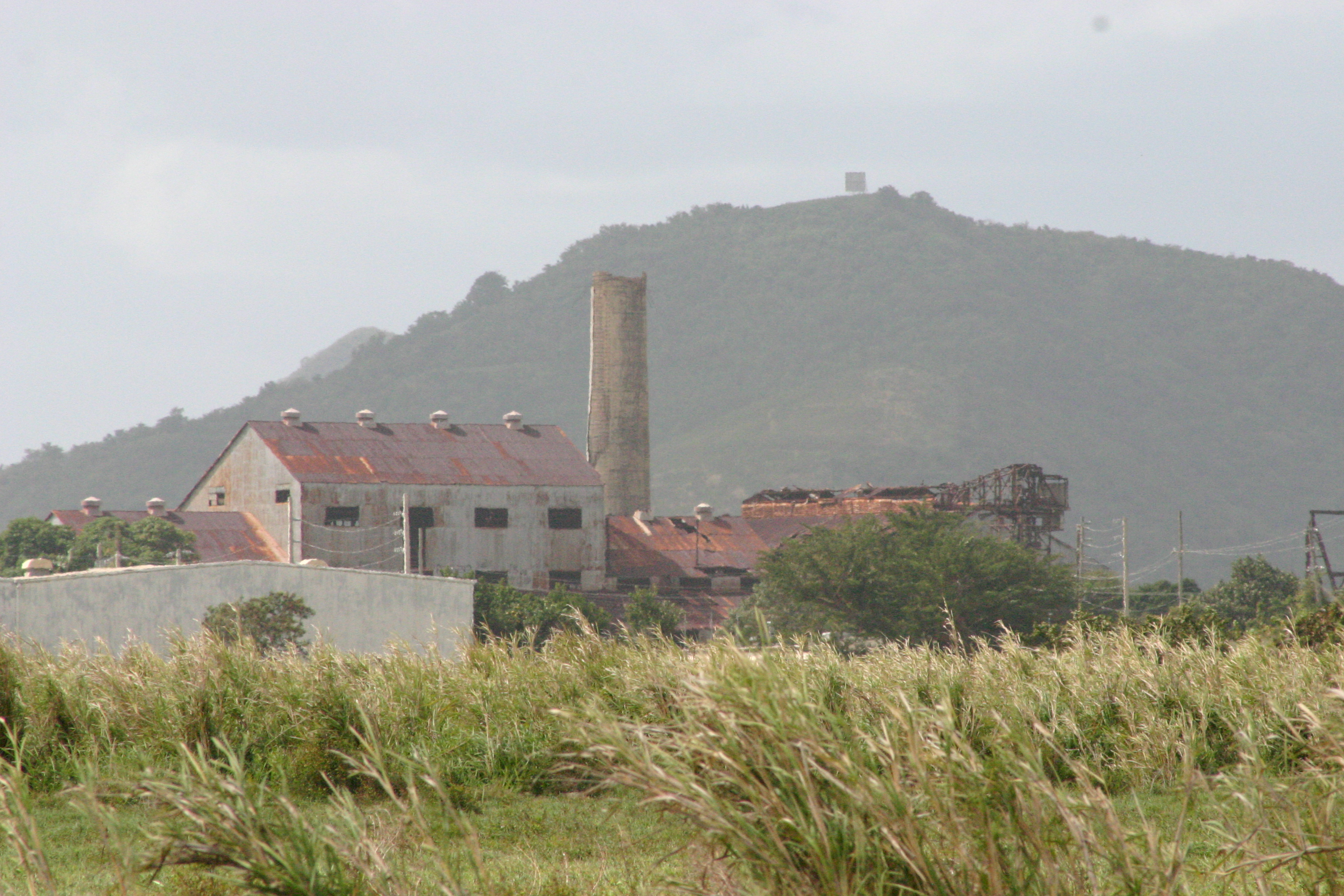
Stara cukrownia